# Chiesa di San Biagio ai Mori
La chiesa di San Biagio ai Mori è un luogo di culto cattolico che si trova a Terranuova Bracciolini.

## Storia e descrizione
La chiesa fu eretta dagli abitanti dell'omonimo castello inurbatisi nel nuovo borgo murato a metà del Trecento, ma un'epigrafe sull'architrave della porta della canonica che fa riferimento al rettore Jacopo dei Mori e reca la data 1382, fa pensare a un prolungarsi dei lavori per diversi decenni.
La facciata, molto semplice, introduce all'interno ad unica navata, con il soffitto a volta e una piccola cupola sopra l'altare maggiore, l'unico ambiente chiesastico della cittadina che conserva una parte della decorazione originaria. Infatti sulle pareti sono due cicli di affreschi trecenteschi, divisi in scomparti delimitati da cornici con motivi decorativi geometrici. A destra è il ciclo più antico, datato 1385 come si legge nell'iscrizione in basso che riporta anche il nome del committente, Simone del Fabro, e che raffigura Sant'Antonio abate, San Michele arcangelo, San Pietro e Santa Lucia. Nella parete opposta un altro ciclo più frammentario con una Madonna col Bambino, San Giovanni Battista e San Biagio, datato 1388 nell'iscrizione in basso che reca anche il nome "Simone", forse lo stesso Del Fabro dell'altro ciclo. In questo lato si nota come gli affreschi originariamente continuassero oltre l'altare, dove è tuttora in parte visibile una figura di santa ed altri frammenti. L'autore è un pittore di formazione fiorentina che presenta stilemi tardo giotteschi seppur ravvivati da qualche ricordo spinelliano e da una certa vivacità vernacolare.
A metà delle pareti si trovano due edicole: quella di destra è databile alla metà del XV secolo e contiene anch'essa affreschi frammentari con Sant'Anna e Santa Caterina d'Alessandria di buona qualità e databili alla fine del Quattrocento o all'inizio del Cinquecento. Il centro è vuoto e forse doveva ospitare una Madonna col Bambino come nella tavola di primo Cinquecento della scuola di Andrea del Sarto la cui collocazione ne causò la distruzione. La suddetta tavola è ora in deposito presso il Palazzo Vescovile di Arezzo. Davanti un'altra edicola che sulla ghiera dell'arco reca un'iscrizione in onore di San Carlo Borromeo e la data 1612. 
Nel presbiterio si trova il semplice e lineare coro ligneo del XVIII secolo. Sulla parete destra è un bell'affresco quattrocentesco raffigurante la Madonna in trono con il bambino tra l'arcangelo Raffaele con Tobia e san Romualdo, attribuito anche al pittore terranuovese Fra' Diamante. Dietro l'altare maggiore, in una nicchia neogotica, è un'importante tavola con la Madonna col Bambino, forse parte centrale di un polittico, di un pittore vicino alla cultura di Agnolo Gaddi, probabilmente dei primissimi anni del Quattrocento.

## Galleria d'immagini

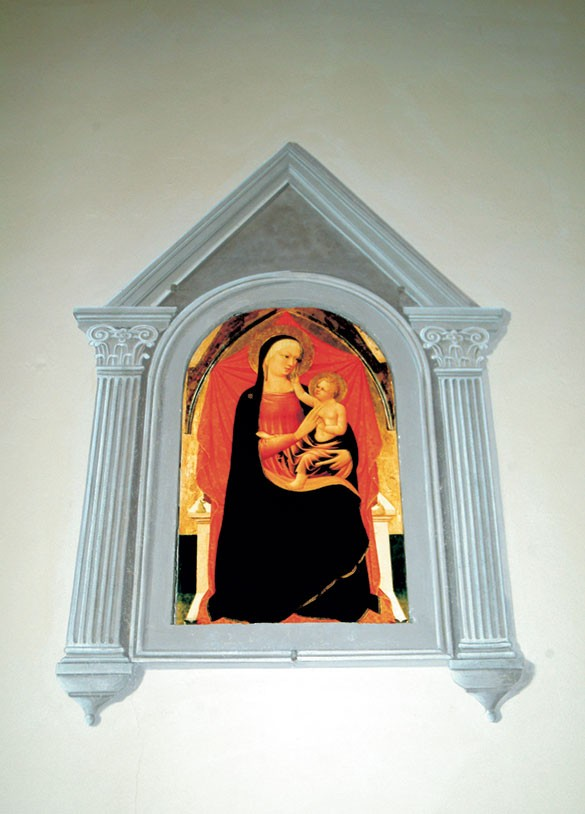
La Madonna col bambino
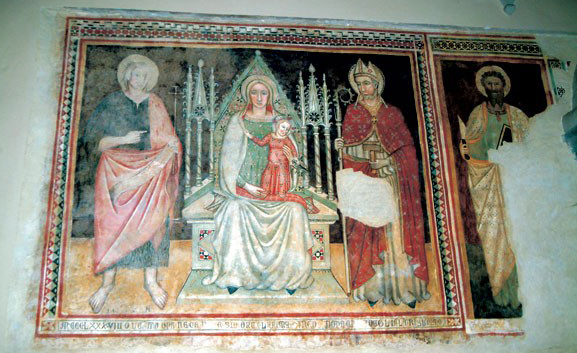
La Vergine in trono con il bambino e i santi Giovanni Battista, Biagio e Bartolomeo